# Simon Kroon
Simon Robert Kroon (Malmö, 16 de junio de 1993) es un exfutbolista sueco que jugaba como centrocampista.

## Carrera
Kroon debutó en la Allsvenskan en un partido contra el Kalmar, el 20 de junio de 2011. Siete días más tarde hizo su debut en el once inicial en un partido contra el GAIS en Gamla Ullevi. El 28 de marzo de 2013 Kroon firmó un contrato con el club hasta el final de la temporada 2015. Unas semanas más tarde, marcó su primer gol en la liga en un partido en casa contra el Östers para sellar una victoria por 2-0 del Malmö.
Aunque la mayoría de sus apariciones fue desde el banquillo, Kroon jugó en 17 partidos y marcó 2 goles en la liga. También jugó en cuatro partidos y marcó dos goles para el club durante la clasificación para la Liga Europa de la UEFA 2013-14. En la temporada 2014 Kroon continuó haciendo regularmente partidos con el club. En la fase de grupos de la Copa de Suecia 2013-14 anotó cinco goles en tres partidos. También anotó para el club en el último partido de la fase de grupos de la Liga de Campeones de la UEFA 2014-15, en una derrota 4-2 frente al Olympiacos, el 9 de diciembre de 2014.

## Clubes
| Club                 | País      | Año       |
| -------------------- | --------- | --------- |
| Malmö FF             | Suecia    | 2011-2016 |
| SønderjyskE          | Dinamarca | 2016-2017 |
| F. C. Midtjylland    | Dinamarca | 2017-2018 |
| SønderjyskE (cedido) | Dinamarca | 2018      |
| Östersunds FK        | Suecia    | 2018-2024 |

## Palmarés

### Títulos nacionales
| Título              | Club     | País   | Año  |
| ------------------- | -------- | ------ | ---- |
| Allsvenskan         | Malmö FF | Suecia | 2013 |
| Supercopa de Suecia | Malmö FF | Suecia | 2013 |
| Allsvenskan         | Malmö FF | Suecia | 2014 |
| Supercopa de Suecia | Malmö FF | Suecia | 2014 |